# Hajk

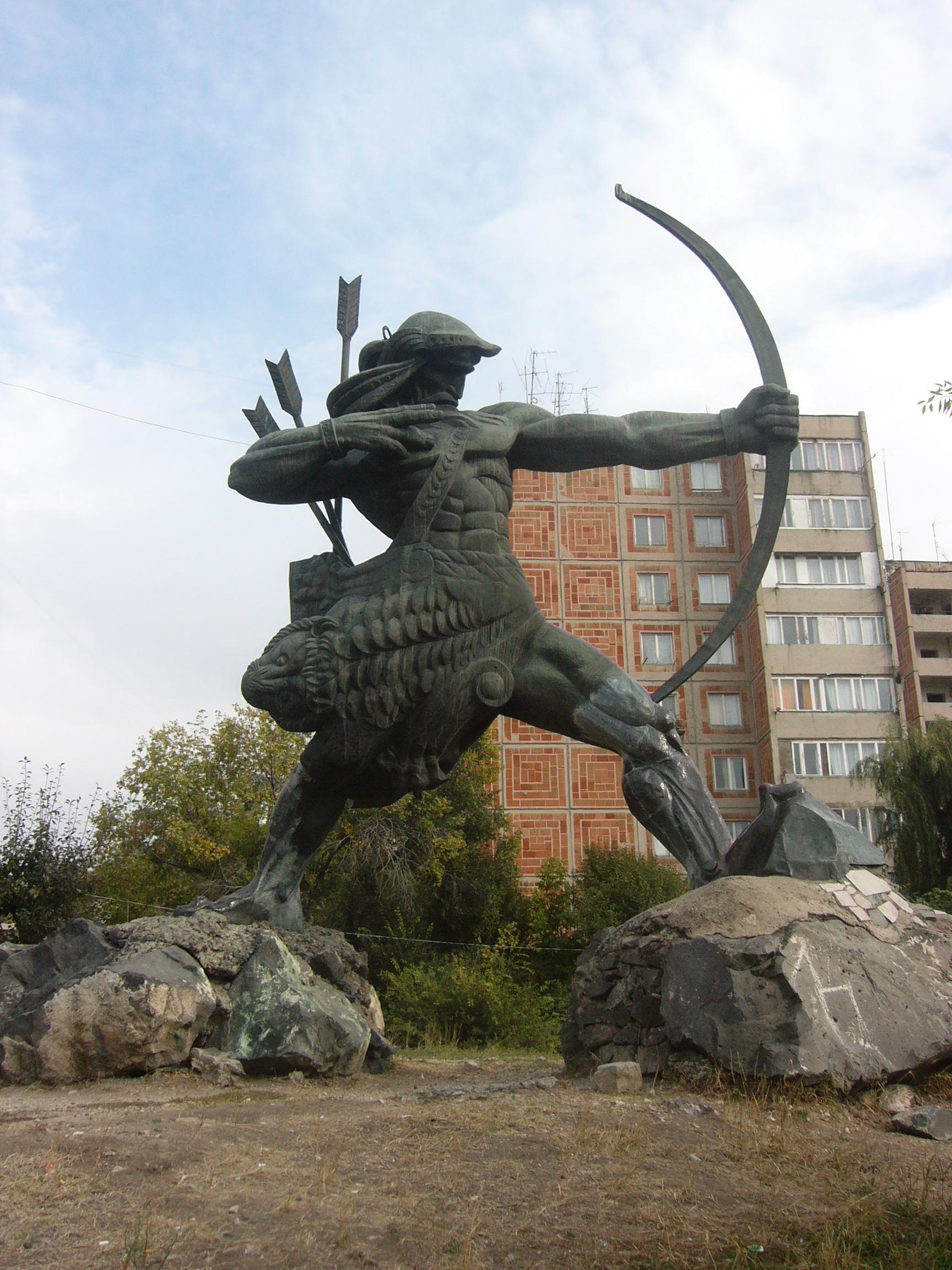
Hajkova socha v Jerevanu

Hajk (arménským písmem Հայկ), také Hajk Veliký nebo Hajk Nahapet (doslova „praotec“), je legendární postava zakladatele arménského národa a prvního panovníka dynastie Hajkazunů. Podle tradičního podání byl synem biblického Togarmy a vnukem Gomera. Etiologický mýtus odvozuje od Hajkova jména etnonyma Hajer a Hajastán, jak Arméni nazývají sebe a svoji zem. Původ jména je nejasný, pravděpodobně souvisí s názvem státu Hajaša, který existoval na horním Eufratu ke konci doby bronzové a byl protivníkem Chetitů. Hajk je také rozšířené arménské mužské jméno.
Movses Chorenaci ve svých dějinách Arménie popisuje zlého obra Bela (bývá ztotožňován s Mardukem), který ovládl Babylón. Jediný Hajk se mu odmítl podřídit, opustil město a usadil se se svým lidem pod horou Ararat. Bel se proti němu vypravil se svou armádou a dne 11. srpna 2492 př. n. l. (podle starověkého arménského kalendáře) propukla veliká bitva, v níž Hajk zastřelil Bela svým šípem. Po tomto vítězství pak nerušeně vládl ve vlastním království s hlavním městem Hajkaberdem (nedaleko Vanského jezera). Výročí bitvy je nejvýznamnějším arménským svátkem zvaným Navasard. Hajk jako lučištník je také ztělesněním souhvězdí Orionu.